# ميك جاغر
ميك جاغر (بالإنجليزية: Mick Jagger) هو موسيقي، شاعر ومُلحن ومُغني بريطاني الشريك المؤسس في عام 1962 مع كيث ريتشاردز، بريان جونز وإيان ستيوارت من فرقة الروك البريطانية الرولينج ستونز.

## روابط خارجية
- ميك جاغر على موقع IMDb (الإنجليزية)
- ميك جاغر على موقع الموسوعة البريطانية (الإنجليزية)
- ميك جاغر على موقع مونزينجر (الألمانية)
- ميك جاغر على موقع ألو سيني (الفرنسية)
- ميك جاغر على موقع ميوزك برينز (الإنجليزية)
- ميك جاغر على موقع رولينغ ستون (الإنجليزية)
- ميك جاغر على موقع أول موفي (الإنجليزية)
- ميك جاغر على موقع قاعدة بيانات برودواي على الإنترنت (الإنجليزية)
- ميك جاغر على موقع قاعدة بيانات الأفلام السويدية (السويدية)
- ميك جاغر على موقع إن إن دي بي (الإنجليزية)